# Hội thánh vô hình
Hội thánh vô hình là khái niệm thần học về một tập hợp "vô hình" gồm những người được Chúa chọn và chỉ có Chúa biết họ, trái với "hội thánh hữu hình" – một định chế trên đất, rao giảng phúc âm và cử hành các thánh lễ. Mỗi thành viên của hội thánh vô hình đều là người đã được cứu rỗi, trong khi hội thánh hữu hình bao gồm những cá nhân được cứu và cả những người không được cứu rỗi. Học thuyết này lập nền trên giáo huấn của Kinh Thánh chép trong Phúc âm Matthew 7: 21 – 23; 13: 24 – 30; Rô-ma 2: 28, 29; Cô-lô-se 2: 11.

## Augustine

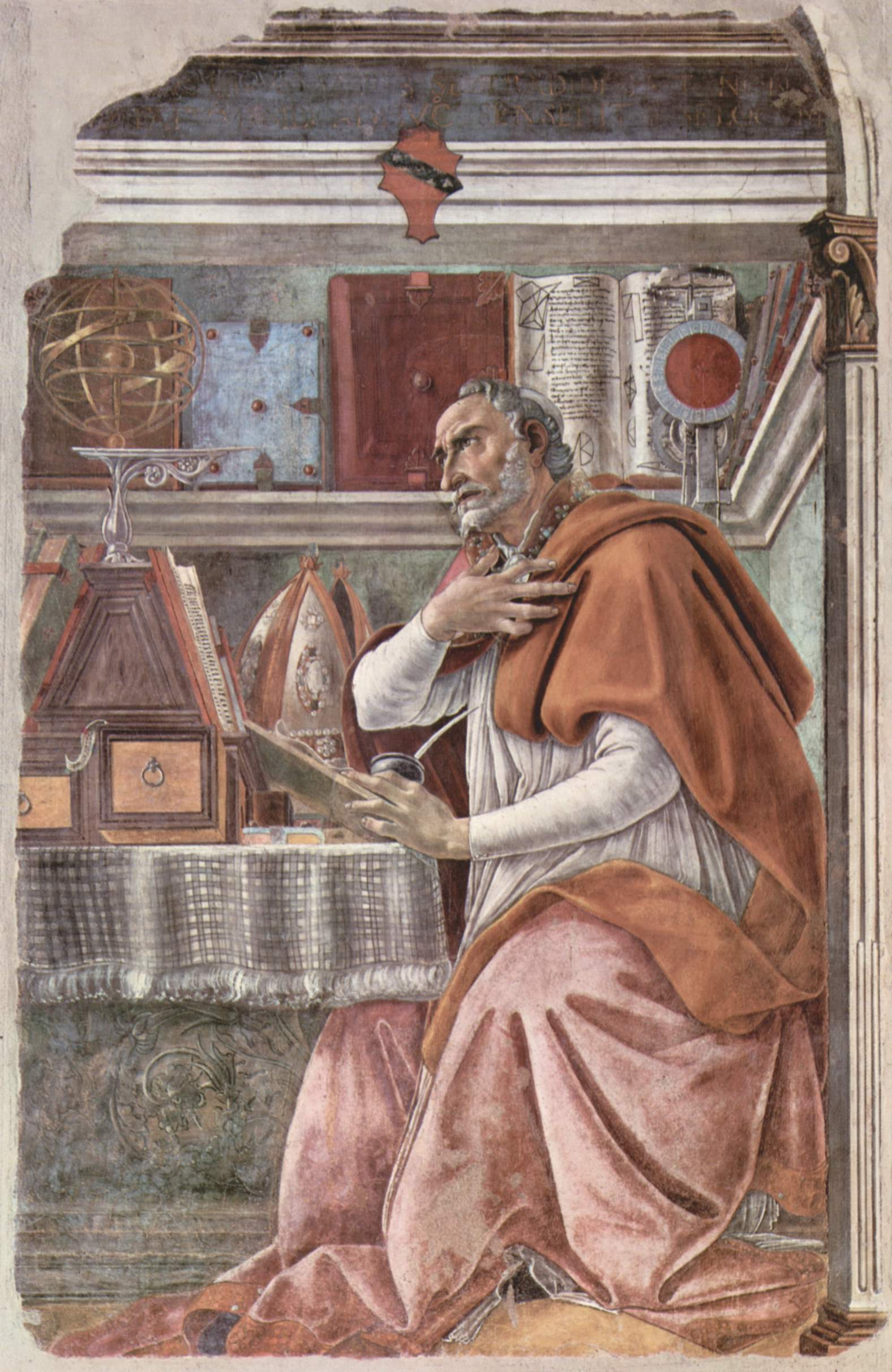
Augustine thành Hippo (354 - 430)

Augustine thành Hippo đã trình bày giáo lý này như một phần trong những luận cứ của ông nhằm phản bác giáo phái Donatist. Augustine chịu ảnh hưởng Plato, khi thể hiện các luận cứ, về ý tưởng thực thể là vô hình, và nếu sự hữu hình có phản ảnh sự vô hình thì sự phản ảnh ấy cũng chỉ một phần và có giới hạn. Như vậy, giáo hội trên đất bao gồm những con người hữu hình, có cả cỏ lùng và lúa mì như được miêu tả trong một ẩn dụ của Chúa Giê-xu. Do đó, không thể có một giáo hội thuần khiết trên thế gian này, nhưng bên cạnh những con dân thật của Chúa, luôn có những người hoạt động trong giáo hội chỉ vì tư lợi, những kẻ yêu Chúa bằng lời nói, mà lòng cách xa Ngài.

## Kháng Cách
Giáo thuyết này của Augustine được củng cố và nhấn mạnh trong thời kỳ Cải cách Kháng Cách nhằm xác lập một sự phân biệt rõ ràng giữa hội thánh hữu hình Công giáo Rô-ma đã xa rời giáo huấn Tân Ước và dung dưỡng nhiều tệ nạn, theo quan điểm của những nhà cải cách, với những người là tín hữu thật của Chúa. John Calvin miêu tả hội thánh vô hình là "nơi thật sự có Chúa ở giữa, ở đó chỉ có những người là con dân của Chúa được tiếp nhận bởi ân điển, và là chi thể thật của Chúa Cơ Đốc, họ đã được thánh hóa bởi Thánh Linh.... [hội thánh vô hình] không chỉ bao gồm những thánh đồ đang sống trên đất, nhưng tất cả những người được chọn kể từ lúc có thế gian." Calvin vạch rõ sự khác biệt giữa hội thánh vô hình với hội thánh đang hiện diện trên khắp thế giới, "trong hội thánh này rất đông đảo là những kẻ đạo đức giả, họ chẳng có mối quan hệ nào với Chúa Cơ Đốc ngoại trừ danh hiệu và bề ngoài tin kính..." (Nguyên lý Cơ Đốc giáo 4.1.7)
Những người theo quan điểm của hệ phái Sùng tín còn đi xa hơn khi thiết lập khái niệm ecclisiolae in ecclesia ("hội thánh nhỏ bên trong hội thánh lớn"), ngụ ý bên trong hội thánh hữu hình trên đất là tập hợp những người được chọn và được cứu rỗi bởi ân điển của Chúa, họ có mặt, như là một thành phần thiểu số, trong các giáo hội thuộc cộng đồng Cơ Đốc giáo.

## Công giáo Rôma
Ban đầu, thần học Công giáo Rôma phản bác khái niệm này bằng cách nhấn mạnh rằng khía cạnh hữu hình của giáo hội được lập nền trên Chúa Kitô, nhưng đến thế kỷ 20, họ tập chú nhiều hơn vào đời sống nội tâm của giáo hội như là một cấu trúc siêu nhiên, xem giáo hội là "Nhiệm thể Chúa Kitô" (Mystici Corporis Christi) theo Thông điệp của Giáo hoàng Piô XII công bố năm 1943. Giáo hội là một thân thể, bởi vì Giáo hội là một cơ quan hữu hình, sống động và tăng trưởng, được linh hoạt bởi Chúa Thánh Thần. Giáo hội là nhiệm thể bởi vì bản tính cốt yếu của Giáo hội là một mầu nhiệm, và mọi giáo huấn, luật lệ và nghi thức của Giáo hội là nguồn ân sủng của bí tích. Và Giáo hội là Nhiệm thể Chúa Kitô bởi vì Chúa Kitô thành lập Giáo hội. Chúa vẫn là vị Thủ lĩnh vô hình của Giáo hội, và qua Chúa, mọi phúc lành được chuyển thông cho các thành viên của Giáo hội, và qua họ đến với phần còn lại của nhân loại. Theo giáo lý Công giáo, một hội thánh thật là cộng đồng hữu hình do Chúa Kitô thành lập, đó là Giáo hội Công giáo Rôma mà thẩm quyền đại diện Chúa Kitô trên toàn cầu là Giám mục thành Rôma.

## Chính Thống giáo
Nhà thần học Chính Thống giáo Vladimir Lossky cũng đề cập đến "quan điểm Nestorian về giáo hội học," tin rằng giáo hội được chia thành hai thực thể riêng biệt: giáo hội vô hình là hội thánh thật và thuần túy, phân biệt với giáo hội trên đất, bất toàn và tương đối.